# Hohburkersdorf
Hohburkersdorf ist ein Ortsteil von Hohnstein im Landkreis Sächsische Schweiz-Osterzgebirge. Neben dem benachbarten Zeschnig gehört er zur Ortschaft Rathewalde.

## Geographie
Hohburkersdorf liegt östlich der sächsischen Landeshauptstadt Dresden im Norden der Sächsischen Schweiz. Es befindet sich im Nordosten des Landkreises Sächsische Schweiz-Osterzgebirge. Das Waldhufendorf liegt an der Lausitzer Verwerfung, die die Grenze zwischen dem Lausitzer Granitmassiv im Norden und dem Elbsandsteingebirge im Süden bildet. Die Ortslage Hohburkersdorf befindet sich am Beginn eines steilen Seitentals hin zum Goldflüsschen, einem rechten Nebenfluss der Polenz. Höchste Erhebung ist der Hohburkersdorfer Rundblick südlich des Ortes mit 398 Metern.
Randbereiche der Gemarkung, insbesondere die Hanglagen im äußersten Osten und Westen, sind bewaldet. Ein großer Teil der 255 Hektar umfassenden Flur dient landwirtschaftlichen Zwecken. Im Süden grenzt die Gemarkung Rathewalde an, im Osten Zeschnig. Nordöstlicher Nachbarort ist Heeselicht, ein Ortsteil von Stolpen, nordwestlich benachbart ist Stürza, ein Ortsteil von Dürrröhrsdorf-Dittersbach. Nächstgelegener Ort in westlicher Richtung ist Lohmen.
Die wichtigste Straße auf Hohburkersdorf Flur ist die Kaiserstraße, die als Staatsstraße 165 von aus Richtung Stürza in den Bad Schandauer Ortsteil Waltersdorf führt. Ab 1933 als Teil der einstigen Rennstrecke Deutschlandring projektiert, durchschneidet sie die Ortslage etwa mittig und überbrückt dabei die Brückenstraße, die den Hohburkersdorfer Ortskern erschließt. Im Norden der Hohburkersdorfer Flur mündet sie in die Staatsstraße 161, die Stürza mit Heeselicht verbindet. Hohburkersdorf ist an das Busnetz des Regionalverkehrs Sächsische Schweiz-Osterzgebirge (RVSOE) angeschlossen.

## Geschichte

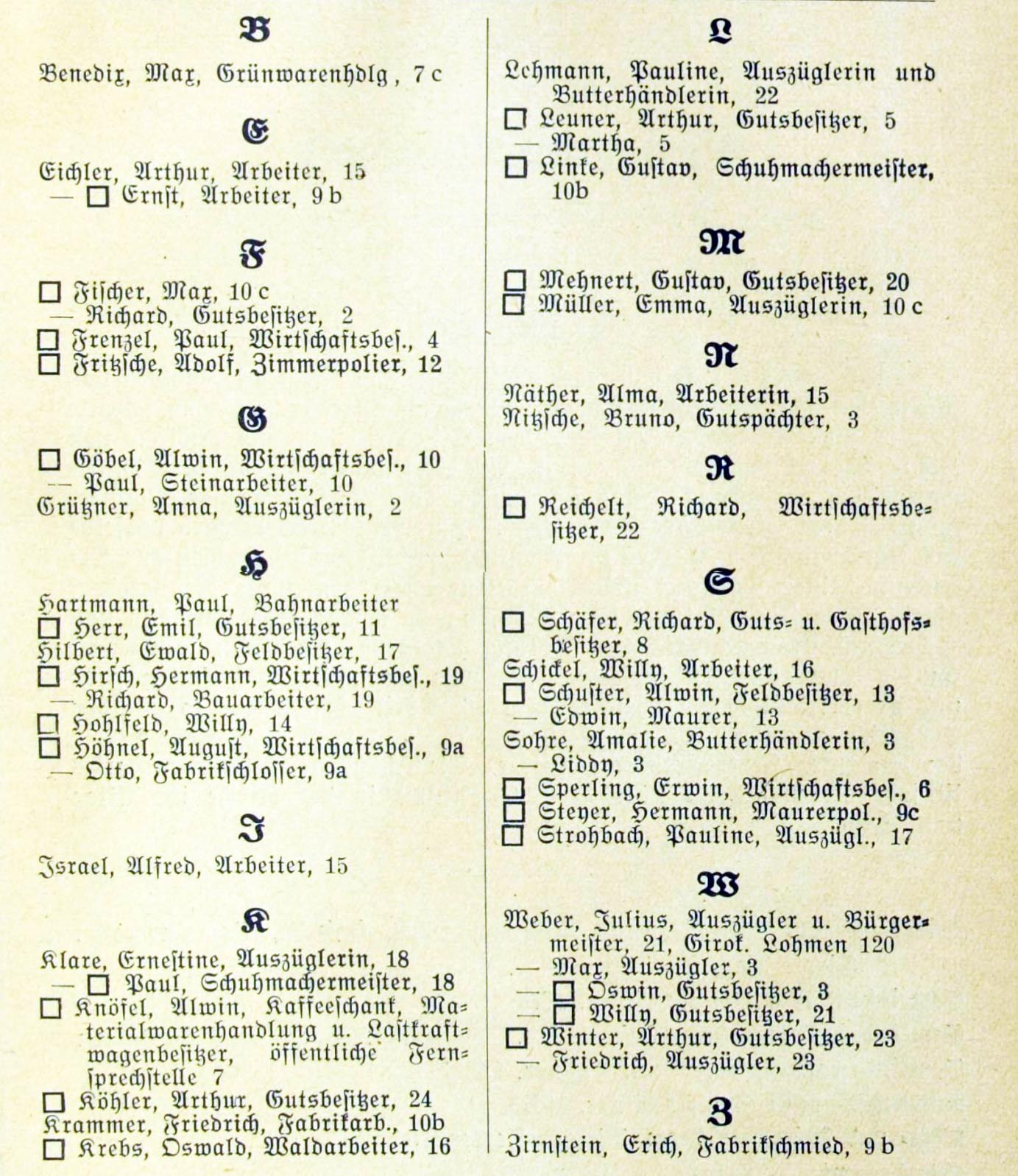
Einwohner von Hohburkersdorf im Jahr 1930

In der ersten Hälfte des 15. Jh. gehörte Hohburkersdorf als Lehen zur Markgrafschaft Meißen. Das Lehen geriet später in die Hände von Caspar von Miltitz (Adelsgeschlecht). Die Bewohner von Hohburkersdorf waren nach Stürza eingepfarrt.
Bereits seit 1813 hat der Hohburkersdorfer Rundblick, der etwa 500 m südlich des Ortszentrums liegt, strategische Bedeutung. Danach wurde dort ein Baum, die Napoleonlinde, gepflanzt.
Im Jahr 1835 erließ die sächsische Regierung das Volksschulgesetz mit einer achtjährigen Schulpflicht und verpflichtete die Gemeinden, zum Unterhalt der Schulen. Für das kleine Dorf Hohburkersdorf bedeutete eine eigene Schule große finanzielle Aufwendungen. Der Gemeindevorstand ließ mit der Nachbargemeinde Zeschnig ein Schulgebäude für beide Orte errichten. Es wurde 1855 fertiggestellt.
Von der Napoleonlinde des Hohburkersdorfer Rundblicks hat die Deutsche Fotothek ein Foto aus dem Jahr 1910. Diese Fotografie ist online abrufbar. Darauf ist eine Einfriedung und eine Bank abgebildet, aber noch kein Denkmal. Dies wurde 1923 errichtet und enthält auf einer Tafel den Namen des in Frankreich gefallenen Soldaten aus Hohburkersdorf.
Im Jahr 1930 erschien vom Adressbuchverlag Julius Mißbach in Neustadt in Sachsen ein Einwohnerbuch (Adressbuch) für Neustadt in Sachsen, Stolpen und Hohnstein (Sächsische Schweiz). Darin sind auch die Einwohner von Hohburkersdorf aufgelistet. Die mit dem Viereck versehenen Bewohner sind die Hausbesitzer und die Nummer des Hauses steht hinter dem Namen.